# Australie aux Jeux olympiques d'été de 1992
L'Australie participe aux Jeux olympiques d'été de 1992 à Barcelone en Espagne. 279 athlètes australiens, 187 hommes et 92 femmes, ont participé à 153 compétitions dans 25 sports. Ils y ont obtenu vingt-sept médailles : sept d'or, neuf d'argent et onze de bronze.

## Médailles
| Médaille | Discipline       | Épreuve                       | Athlète | Performance | Date |
| -------- | ---------------- | ----------------------------- | --- | ----------- | ---- |
| Or       | Cyclisme         | Course en ligne femmes        | Kathryn Watt |             |      |
| Or       | Natation         | 1500 mètres nage libre hommes | Kieren Perkins |             |      |
| Or       | Canoë-kayak      | K-1 - 1 000 mètres hommes     | Clint Robinson |             |      |
| Or       | Aviron           | Deux de couple hommes         | Peter Antonie Stephen Hawkins |             |      |
| Or       | Aviron           | Quatre sans barreur hommes    | Andrew Cooper Nick Green Mike McKay James Tomkins |             |      |
| Or       | Équitation       | Concours complet individuel   | Matthew Ryan |             |      |
| Or       | Équitation       | Concours complet par équipe   | David Green, Gillian Rolton, Andrew Hoy, Matthew Ryan |             |      |
| Argent   | Cyclisme         | Poursuite individuelle femmes | Kathryn Watt |             |      |
| Argent   | Cyclisme         | Vitesse individuelle hommes   | Gary Neiwand |             |      |
| Argent   | Cyclisme         | Kilomètre hommes              | Shane Kelly |             |      |
| Argent   | Cyclisme         | Poursuite par équipes hommes  | Stuart O'Grady Brett Aitken Stephen McGlede Shaun O'Brien |             |      |
| Argent   | Natation         | 400 mètres nage libre hommes  | Kieren Perkins |             |      |
| Argent   | Natation         | 1500 mètres nage libre hommes | Glen Housman |             |      |
| Argent   | Natation         | 800 mètres nage libre femmes  | Hayley Lewis |             |      |
| Argent   | Canoë-kayak      | K-1 femmes                    | Danielle Woodward |             |      |
| Argent   | Hockey sur gazon | Hommes                        | John Bestall, Warren Birmingham, Lee Bodimeade, Ashley Carey, Gregory Corbitt, Stephen Davies, Damon Diletti, Lachlan Dreher, Lachlan Elmer, Dean Evans, Paul Lewis, Graham Reid, Jay Stacy, Michael York, David Wansbrough,Ken Wark |             |      |
| Bronze   | Natation         | 100 mètres brasse hommes      | Phil Rogers |             |      |
| Bronze   | Natation         | 400 mètres nage libre femmes  | Hayley Lewis |             |      |
| Bronze   | Natation         | 200 mètres papillon femmes    | Susie O'Neill |             |      |
| Bronze   | Natation         | 200 mètres dos femmes         | Nicole Stevenson |             |      |
| Bronze   | Natation         | 100 mètres brasse femmes      | Samantha Riley |             |      |
| Bronze   | Canoë-kayak      | K-4 - 1 000 mètres hommes     | Ramon Andersson Kelvin Graham Ian Rowling Steven Wood |             |      |
| Bronze   | Voile            | Lechner A-390 hommes          | Lars Kleppich |             |      |
| Bronze   | Voile            | Tornado                       | Mitch Booth, John Robert Forbes |             |      |
| Bronze   | Athlétisme       | Saut en hauteur hommes        | Tim Forsyth |             |      |
| Bronze   | Athlétisme       | Lancer du disque femmes       | Daniela Costian |             |      |
| Bronze   | Tennis           | Double dames                  | Nicole Bradtke, Rachel McQuillan |             |      |